# Hans Fussing
Hans Nielsen Fussing (27. juni 1838 i Horsens – 5. april 1914 i København) var en dansk arkitekt, murermester, landstingsmedlem og borgerrepræsentant. Han var bror til tømrermester Valdemar Fussing, far til arkitekten Andreas Fussing og til overretssagfører Thorkil Fussing.

## Karriere
Hans forældre var murermester, senere brandinspektør og Dannebrogsmand Andreas Fussing (1810-1875, gift 2. gang 1850 med Frederikke Louise Brandt, 1816-1888, gift 1. gang 1841 med lærer i Gosmer Peder Kaalund, 1801-1843) og Ane Kristine Hansen (1808-1848). Slægten Fussing fra Horsens er kendt som murermestre og arkitekter.
Efter endt skolegang kom han i murerlære, gjorde svendestykke i København juli 1856, og 17 år gammel drog han til København for at blive svend. Som sådan besøgte han Det tekniske Institut og gennemgik Kunstakademiets arkitekturklasser, hvor han blev optaget oktober 1857. I to kvartaler gennemgik han også modelklassen. Marts 1864 vandt han den lille sølvmedalje som arkitekt. I 1862 rejste han til London og så verdensudstillingen. Særlig betydning for Fussing havde G.F. Hetsch som lærer ved arkitekturskolen og uden for denne Theodor Zeltner. Samtidig med studierne tegnede han for forskellige, mest for Zeltner, 1864 også for Ferdinand Meldahl, og både Zeltner og Meldahl forsøgte at overtale ham til at blive arkitekt, men uden held. Samme år etablerede han sig i december som murermester, selvom han ikke havde de 60 rigsdaler, som borgerbrevet kostede i afgift.
Ikke desto mindre fik Fussing hurtigt en meget omfattende virksomhed. Af foretagender, hvortil hans navn er knyttet, kan nævnes større bygningsarbejder på godserne Bregentved, Iselingen, Højstrup, Vemmetofte og Hvedholm; en restaurering af Vallø Slot, opførelsen af kirkerne i Ordrup og ved Fakse Ladeplads, af museumsbygningen i Botanisk Have i København, Frederik VII's Stiftelse sammesteds (tegnet af Zeltner), Landmandsbankens filial på hjørnet af Frederiksborggade og ejendommen Nørre Voldgade 11, som han 1880 opførte til sig selv.
Han kom til at tilhøre den kreds af mænd, der omtrent samtidig stod som de førende inden for københavnsk bygningshåndværk og bidrog til at hæve dette til en høj standard: Harald Kayser, Johan Vilhelm Unmack, Ferdinand Oxelberg, Ernst Schmiegelow o.fl.

## Politik og tillidshverv
1878 blev han borgerrepræsentant i København og var fra 1887-90 som rådmand medlem af Københavns Magistrats 2. afdeling. Derfor måtte han udtræde af Borgerrepræsentationen, da man ikke kunne have begge poster. Han var også næstformand i Arbejdernes Byggeforening og Lægeforeningens Boliger, i bestyrelsen for Det tekniske Selskabs Skole og Teknisk Forening 1885-99, medlem af Enighedskammeret under Lockouten 1899 og af Sundhedskommissionen 1886-96, formand i bestyrelsen for Ny Kalkbrænderi, medstifter (1882), formand (til sin død) og kasserer for Københavns Husflidsforening, direktør i Københavns Brandforsikring, i bestyrelsen for De Puggaardske Legater, borgerlig værge for (1895-1910) samt i kirkeinspektionen for Vor Frue Kirke og medlem af Centralkomitéen. Ved valgene i efteråret 1890 blev han ved den hele landet over voksende håndværkerbevægelse indsat som medlem af Landstinget, valgt for 1. kreds, hvor han sad til 1898 og repræsenterede Højre. Fussing var desuden medstifter af Kreditforeningen for Grundejere i Kjøbenhavn og Omegn 1882 og medlem af repræsentantskabet til 1895, medlem af Københavns Sundhedskommission 1886-96.
Fussing blev æresmedlem af Københavns Murer- og Stenhuggerlav 1911, Ridder af Dannebrog 1887 og Dannebrogsmand 1906.
Han udstillede én gang på Charlottenborg Forårsudstilling, nemlig 1864 (med 1 værk).
Hans Fussing. har skrevet Nogle Mindeord om Andreas Fussing (1911) og Erindringer fra Barndom og Ungdom (1928), hvori findes værdifulde skildringer af gamle dages hårde arbejdsvilkår og nøjsomme, patriarkalske samfunds- og familieforhold.

## Ægteskaber
7. juni 1867 ægtede han i Vor Frue Kirke Claudine Theodora Kerrn (1. november 1832 i København – 6. marts 1878 sammesteds) og 14. september 1881 i samme kirke hendes søster Camilla Augusta Kerrn (14. december 1838 i København – 22. februar 1926 sammesteds), begge døtre af tømrermester, oberstløjtnant Johan Christian Kerrn (1787-1862), chef for Københavns Brandkorps, og Ane Marie født Velschow (1798-1874).

## Stil
Som bygmester tilhørte Hans Fussing senklassicisternes gruppe. Trods gode anlæg for arkitektur, hvorom både enkeboligen og Botanisk Museum vidner, satte han en ære i først og fremmest at være murermester. Museet overtog han kun, fordi ingen arkitekt ville opføre det for den bevilgede sum af 100.000 kr. I sagen vedrørende brygger Carl Jacobsens forslag til Vor Frue Kirkes spir var Fussing, i sin egenskab af kirkeværge, en energisk modstander af dette.
Han er begravet på Holmens Kirkegård. Fussingvej i Sundby er opkaldt efter ham.
Han er gengivet i et portrætmaleri af Knud Larsen fra 1910.

## Værker
- Bygninger på Vemmetofte: forpagterbolig, avlsbygning, godsforvalterbolig, gæstgivergård, skole, apotek, præstebolig, gartnerbolig (ca. 1860, for Zeltner)
- Kirkestole i Frederiksberg Kirke, Frederiksberg (ved F.F. Friis' istandsættelse 1864)
- Pakhuset Christianshavns Voldgade 61, København
- Søetatens Enkebolig, Bådsmandsstræde 21-31/Prinsessegade 37 (1864, for J. Deuntzer)
- En mønsterbondegård til en jysk landbrugsudstilling (sammen med H.P. Heide)
- Botanisk Museum, Botanisk Have, København (1875-76)
- Istandsættelse af Krogstrup Kirke (1881-82, sammen med svigerfaderen J.C. Kerrn)
- Opmåling af Kirkebø domkirkeruin (1889, sammen med Erik Schiødte)
- Eget hus på hjørnet af Vendersgade og Nørre Voldgade 11 (1880-82, tegnet af Hans J. Holm)

### Skriftlige arbejder
- Vor Frue Kirke, nogle Bemærkninger i Anledning af Lovforslaget herom, 1911
- Nogle Mindeord om Andreas Fussing, 1911.
- Erindringer fra Barndom og Ungdom, 1928.